# Polydiscina boliviana
Polydiscina boliviana är en svampart som beskrevs av Syd. 1930. Polydiscina boliviana ingår i släktet Polydiscina, ordningen disksvampar, klassen Leotiomycetes, divisionen sporsäcksvampar och riket svampar.   Inga underarter finns listade i Catalogue of Life.